# Pseudophegopteris
Pseudophegopteris, rod papratnica iz porodice Thelypteridaceae, dio reda osladolike. Postoji 26 vrsta i jedan hibrid iz tropske Afrike (uključujući Svetu Helenu i Sao Tome), Indijski ocean, južna Kina i Himalaja i kroz Maleziju do Fidžija i Havaja.

## Vrste
1. Pseudophegopteris andringitrensis Rakotondr.
2. Pseudophegopteris aubertii (Desv.) Holttum
3. Pseudophegopteris aurita (Hook.) Ching
4. Pseudophegopteris brevipes Ching & S. K. Wu
5. Pseudophegopteris cruciata (Willd.) Holttum
6. Pseudophegopteris cyclocarpa Holttum
7. Pseudophegopteris dianae (Hook.) Holttum
8. Pseudophegopteris fijiensis K. U. Kramer & E. Zogg
9. Pseudophegopteris henriquesii (Baker) Holttum
10. Pseudophegopteris hirtirachis (C. Chr.) Holttum
11. Pseudophegopteris keraudreniana (Gaudich.) Holttum
12. Pseudophegopteris kinabaluensis Holttum
13. Pseudophegopteris levingei (C. B. Clarke) Ching
14. Pseudophegopteris microstegia (Hook.) Ching
15. Pseudophegopteris paludosa (Blume) Ching
16. Pseudophegopteris persimilis (Baker) Holttum
17. Pseudophegopteris pyrrhorachis (Kunze) Ching
18. Pseudophegopteris rammelooi (Pic. Serm.) A. R. Sm. & S. E. Fawc.
19. Pseudophegopteris rectangularis (Zoll.) Holttum
20. Pseudophegopteris subaurita (Tagawa) Ching
21. Pseudophegopteris sumatrana Holttum
22. Pseudophegopteris tenggerensis Holttum
23. Pseudophegopteris tibetana Ching & S. K. Wu
24. Pseudophegopteris yigongensis Ching
25. Pseudophegopteris yunkweiensis (Ching) Ching
26. Pseudophegopteris zayuensis Ching & S. K. Wu
27. Pseudophegopteris × kashmiriana (Fraser-Jenk.) Mazumdar

## Sinonimi
- Toppingia O.Deg., I.Deg. & A.R.Sm.